# Kinderszenen
Kinderszenen – esej historyczny autorstwa Jarosława Marka Rymkiewicza, zawierający liczne wątki autobiograficzne, wydany w 2008 roku. Utwór poświęcony jest w pierwszym rzędzie powstaniu warszawskiemu. Jego kluczowym wątkiem jest masakra z 13 sierpnia 1944 roku, kiedy to na ulicy Kilińskiego eksplodował tzw. czołg pułapka, zabijając kilkuset zgromadzonych wokół niego mieszkańców warszawskiej Starówki.

## Tytuł
Tytuł eseju – co autor wyjaśnia już na wstępie – nawiązuje do wydanego pod tym samym tytułem cyklu fortepianowych miniatur Roberta Schumanna. W ten sposób Rymkiewicz odwołuje się do romantycznego mitu dzieciństwa, ukazując jednak w konsekwencji jego kruchość w zetknięciu z koszmarem wojny i okupacji .

## Treść
Dwoma przeplatającymi się motywami utworu są wątki autobiograficzne oraz przywoływane przez autora sceny z powstania warszawskiego. Ów pierwszy motyw koncentruje się przede wszystkim wokół dzieciństwa Rymkiewicza – bezpowrotnie zniszczonego przez wojnę, która pozostawiła po sobie „wielką dziurę wypełnioną czarną krwią”. Obejmuje on jednak również kameralne wspomnienia dziecięcych przygód i pierwszych doświadczeń miłosnych, wspomnienia ulubionych żółwi, a także wątek dotkniętych zarazą kotów – doświadczenia, które po raz pierwszy nauczyło chłopca obcowania ze śmiercią  .
Osią Kinderszenen są jednak wybrane sceny z powstania warszawskiego – m.in. zagłada przytułków nowomiejskich, a w szczególności kluczowy dla utworu wątek eksplozji „czołgu-pułapki” przy ul. Kilińskiego – służące Rymkiewiczowi jako punkt wyjścia do refleksji nad sensem i znaczeniem powstania warszawskiego oraz charakterem narodowym Polaków. W wizji Rymkiewicza powstanie warszawskie stanowi mit założycielski oraz swoisty fundament tożsamości narodowej Polaków  . Polityczna i militarna klęska sierpniowego zrywu, okupiona niewyobrażalnymi ofiarami i cierpieniami, stanowi bowiem w ocenie autora duchowe zwycięstwo, które nie pozwala Polakom zapomnieć o swojej polskości   .
Istotną rolę odgrywa również w Kinderszenen motyw ślepego losu, a także wątki odnoszące się do problemu prawdy historycznej oraz kwestii odpowiedzialności niemieckiego narodu za zbrodnie III Rzeszy  .

## Debata wokółKinderszenen
Publikacja Kinderszenen wywołała ożywioną i momentami burzliwą debatę . O ile bowiem większość recenzentów zgodnie podkreślała wysokie walory literackie utworu, o tyle szereg kontrowersji wzbudziły śmiałe tezy historiozoficzne stawiane przez Rymkiewicza .
Krzysztof Masłoń uznał Kinderszenen za utwór „olśniewający swoim wizjonerstwem” i umieścił go w gronie dziesięciu najważniejszych utworów polskiej literatury poświęconych powstaniu warszawskiemu (na 8. miejscu) . Sympatycy Rymkiewicza podkreślali, iż Kinderszenen stanowi niezwykle ważny głos w trwającym od 1944 roku sporze o powstanie warszawskie, a zarazem „oryginalny w formie powrót do refleksji na temat wojennych losów Polski i prób odczytania ich głębszego znaczenia”. Recenzenci z szeroko rozumianych kręgów polskiej prawicy pozytywnie ocenili również bezkompromisowe podejście Rymkiewicza do kwestii odpowiedzialności niemieckiego narodu za zbrodnie nazizmu .
Krytycy oskarżali natomiast autora Kinderszenen o niezdrową fascynację śmiercią i okrucieństwem, powielanie szkodliwych mitów na temat powstania warszawskiego, propagowanie infantylnej i martyrologicznej wizji polskości, a także ksenofobię i nienawiść do Niemców   .